# Stephan Dakon
Stephan Dakon (* 14. November 1904 in Wien; † 27. Februar 1997 ebenda) war ein österreichischer Bildhauer und Keramiker des Art déco.

## Leben
Stephan Dakon besuchte eine Bildhauerschule und machte die Lehre in der Kunsterzgießerei Wien und arbeitete ab 1924 über Vermittlung des Keramikers Josef Lorenzl bei der Wiener Manufaktur von Friedrich Goldscheider, für die er zahlreiche Modelle im Stil des Art déco schuf. Er entwickelte sich in den Jahren ab 1925 bis zur Mitte der 1950er Jahre zu einem der wichtigsten und kreativsten Entwerfer für Goldscheider. Sein Spezialgebiet war die figürliche Darstellung von Tänzerinnen und Schauspielerinnen u. a. Dolly Sisters, Rita Zabekov, Lilian Harvey, Louise Brooks sowie die Ausformung von weiblichen Wandmasken sowie Kinderdarstellungen. Dakon lieferte auch Entwürfe für die Wiener Keramikfirma Keramos und die deutschen Hersteller Goebel/Oeslau und Porzellanfabrik Hertwig & Co./Katzhütte.
Die Keramiken von Stephan Dakon werden nach wie vor auf internationalen Auktionen gehandelt. Werke von Dakon (Keramiken und Bronzen) befinden sich in zahlreichen Privatsammlungen und im Wien Museum.